# Albrecht Mertz von Quirnheim
Albrecht Ritter Mertz von Quirnheim (ur. 25 marca 1905 w Monachium, zm. 20 lipca 1944 w Berlinie) – oficer niemiecki w stopniu pułkownika, jeden z członków i głównych organizatorów ruchu oporu przeciwko reżimowi hitlerowskiemu.

## Życiorys
W 1923 roku wstąpił do armii (pułk piechoty nr 19), był synem pruskiego generała porucznika. W latach 1935–1937 uczestniczył w szkoleniu w berlińskiej akademii wojennej. Początkowo był sympatykiem narodowego socjalizmu, dopiero w roku 1941, po ataku Niemiec na ZSRR, przyjął postawę opozycyjną. Obok Clausa von Stauffenberga, Friedricha von Schulenburga i innych był jednym z czołowych opozycjonistów Adolfa Hitlera.

## Odznaczenia
- Krzyż Żelazny II Klasy[1]
- Krzyż Żelazny I Klasy[1]
- Złoty Krzyż Niemiecki (16 listopada 1943)[1]